# Handball-Regionalliga Süd 1996/97
Die Saison 1996/97 der Handball-Regionalliga  Süd war die siebenundzwanzigste Spielzeit, welche der Süddeutschen Handballverband (SHV) organisierte und die als dritthöchste Spielklasse im deutschen Ligensystem geführt wurde.

## Saisonverlauf
Süddeutscher Meister sowie Aufsteiger in die 2. Bundesliga wurde die TV 08 Willstätt und Vizemeister ohne Aufstiegsrecht der TV Kornwestheim.

### Modus
Vierzehn Mannschaften spielten in zwei Gruppen eine Hin- und Rückrunde um die süddeutsche Meisterschaft und den Aufstieg
 in die 2. Bundesliga. Vier Absteiger in die Oberligen.

### Teilnehmer und Abschlussplatzierungen
Nicht mehr dabei waren der Aufsteiger und die Absteiger aus der Vorsaison. Neu dabei waren ein Absteiger (A) aus der 2. Bundesliga und drei Aufsteiger (N) aus den Oberligen Südbaden, Baden, Württemberg, Sachsen und der Bayernliga.

### Männer

Landkarte Regionalligen: Die blauen Felder umfassten den Bereich der Regionalliga Süd (SHV)

| Gruppe Nord/Ost  1. TV Kornwestheim (N) - 2. TSV 1861 Langenau - 3. TG Landshut (N) - 4. 1. SV Concordia Delitzsch (N) - 5. HSC Bad Neustadt - 6. TSV Deizisau (N) - 7. TSV Trudering - 8. TuS Fürstenfeldbruck - 9. SG LVB Leipzig - 10 Zwickauer HC Grubenlampe - 11 TV 1877 Lauf - 12 TSV 1846 Lohr  13 HSG Freiberg  14 BSV 1898 Bayreuth | Gruppe Süd/West  1. TV 08 Willstätt - 2. TSV Birkenau - 3. TV Hemsbach (N) - 4. TV Schwetzingen (A) - 5. TSV 1895 Oftersheim - 6. SG Köndringen/Teningen - 7. TV Weilstetten - 8. HV Grün-Weiß Hofweier - 9. TuS Durmersheim - 10 TV Oppenweiler  11 HSG Konstanz (N) (R) - 12 TSV 1896 Rintheim - 13 TSV Bad Saulgau  14 TuS Oberhausen (N) |

- Für die Regionalliga Süd 1997/98 qualifiziert

  Absteiger in die Oberligen

### Süddeutsche Meisterschaft
TV 08 Willstätt : TV Kornwestheim 16:18, 26:19

### Frauen
- Der TSV Lautlingen 1902 wurde Süddeutscher Meister und hat sich für die 2. Bundesliga 1997/98 der Frauen qualifiziert.